# 16mm film
16mm film a Super 16mm je označení formátu filmu používaného ve fotografii, filmu a průmyslové filmové tvorbě. Označení 16mm označuje šířku filmu. Podobné významy mají v označení filmy 8mm a 35mm.

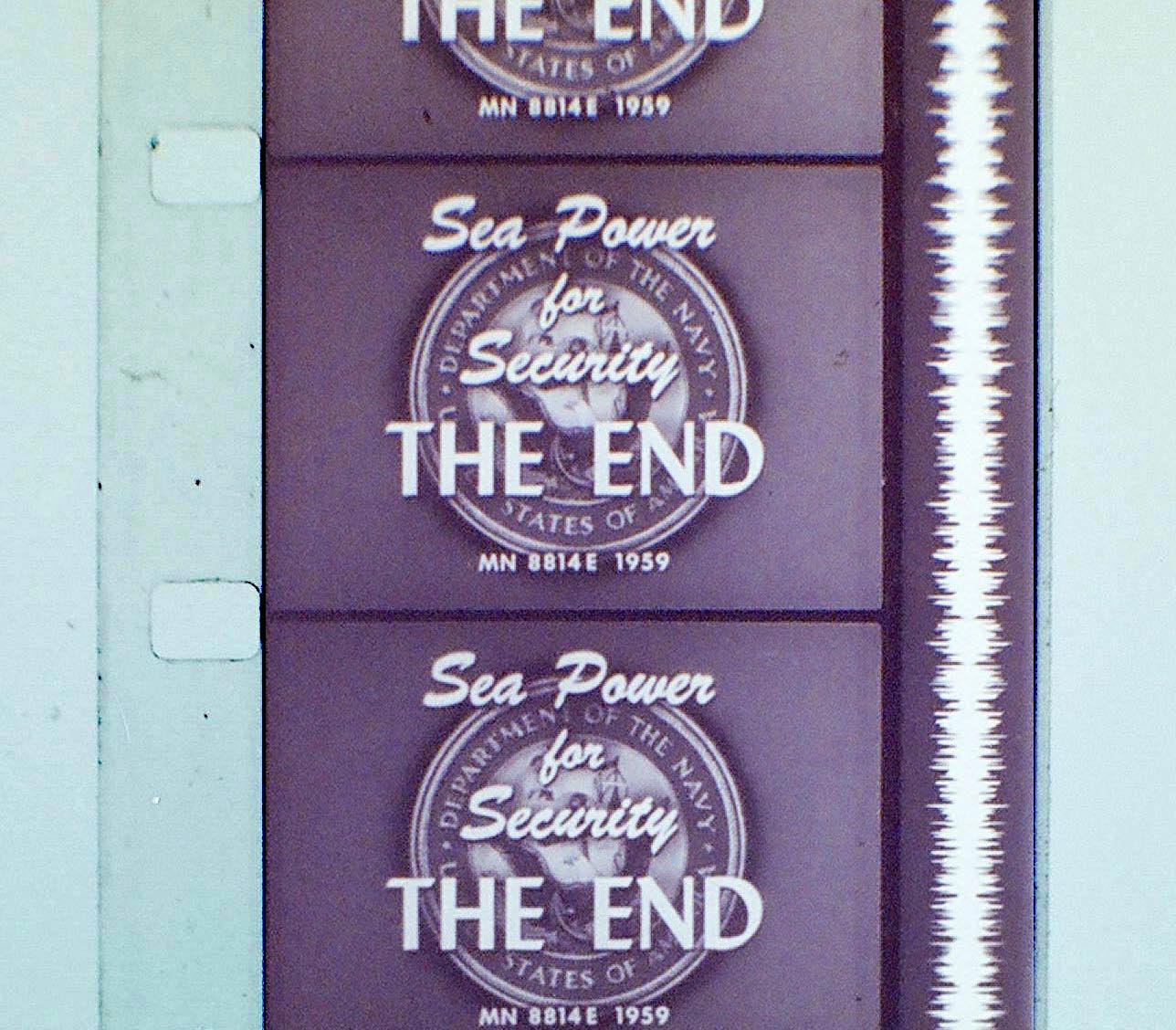
Zvukový 16mm film se záznamem zvukové stopy

## Historie

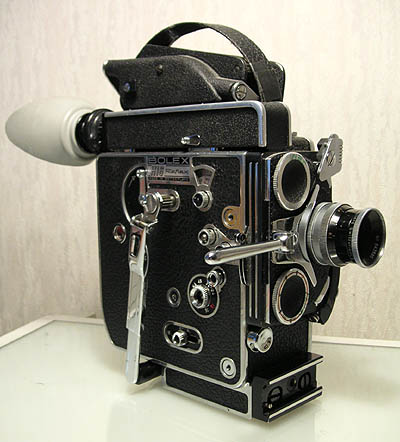
16mm kamera Bolex

16mm film byl vynalezen firmou Kodak v roce 1923 jako levná alternativa amatérských konvenčních 35mm filmů. Používal se (a dodnes se používá) pro natáčení nezávislých nízkorozpočtových filmů a dokumentů. Televizní stanice jej užívaly pro výrobu televizních pořadů nebo jejich záznam z televizní obrazovky (Telerecording) před zavedením videozáznamu.

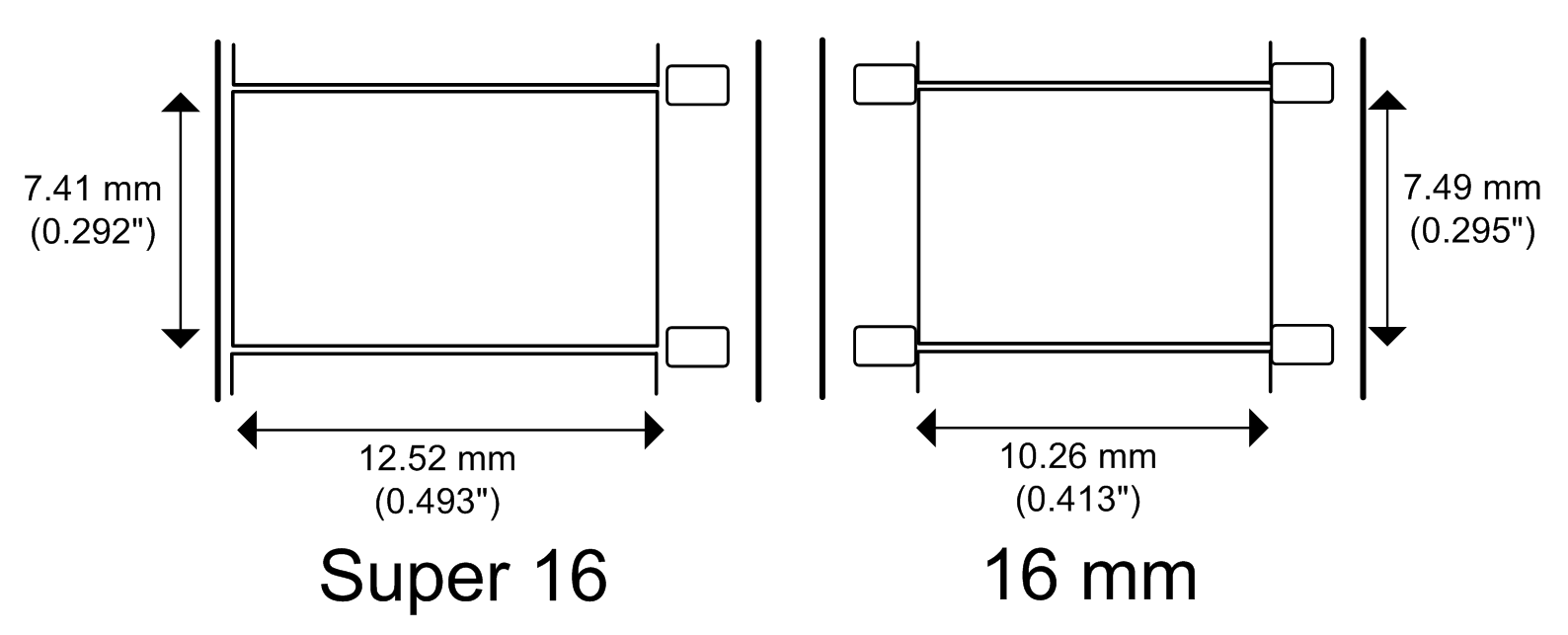
Super 16 a 16mm film.

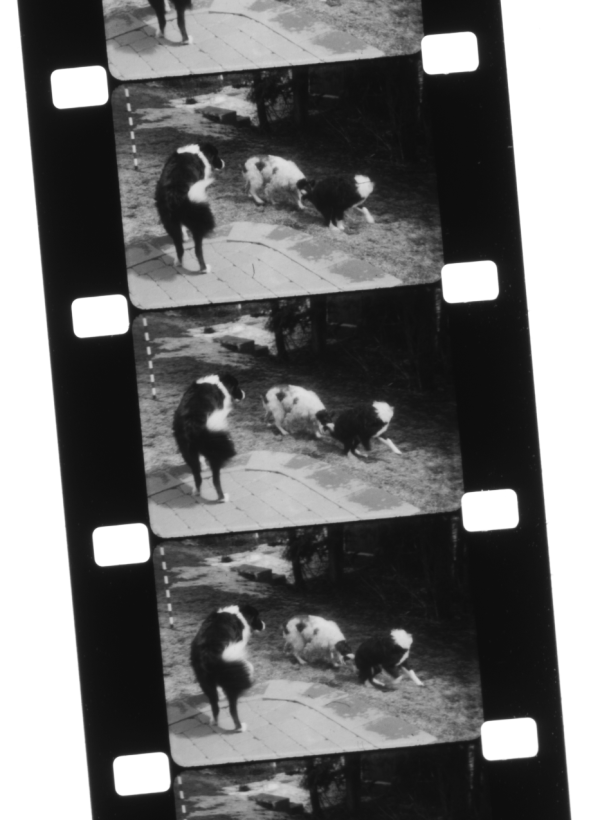
16mm černobílý inverzní film

Formát filmu 16mm byl původně zaměřen na domácí nadšence, ale po roku 1930 začal přesahovat do trhu se vzděláváním. Byla to především firma Kodak se svým filmem Kodachrome, která v roce 1935 dala obrovský impuls k zavedení 16mm filmu na trh. Byl používán během 2. světové války, v poválečných letech jeho expanze pokračovala. Filmy pro vlády, obchodní, lékařské a průmyslové klienty vytvořili filmaři v letech 1950 až 1960. S příchodem televize byla možnost lepšího využití 16mm filmu, především pro nižší náklady a přenositelnost než měl 35mm film. Domácí video trh postupně přešel na ještě levnější formáty – 8mm film a super 8mm film, které od 80. let začaly být nahrazovány elektronickým záznamem na video.

## Amatérské kamery
Pro amatéry vyrábějí nebo v minulosti vyráběly zařízení následující společnosti: Auricon, Beaulieu, Bell & Howell, Bolex, Canon, Cinema Products, Eclair, Keystone, Krasnogorsk, Meopta Přerov Admira 16A, Admira16A1, Mitchell a další.